# Воррен Вівер
Воррен Вівер (17 липня 1894 р. — 24 листопада 1978 р.) — американський учений, математик і науковець. Він широко визнаний як один із фундаторів машинного перекладу та як важлива фігура у створенні підтримки для науки в Сполучених Штатах.

## Кар'єра
Вівер отримав три ступені в Університеті Вісконсін-Медісон: ступінь бакалавра наук у 1916 році, ступінь інженера-будівельника в 1917 році та ступінь доктора філософії у 1921 році. Став асистентом професора математики в коледжі Throop (нині Каліфорнійський технологічний інститут). Служив молодшим лейтенантом в авіаційній службі під час Першої світової війни. Після війни він повернувся, щоб викладати математику у Вісконсині (1920—1932).
Вівер був директором Відділу природничих наук у Фонді Рокфеллера (1932—55), був науковим консультантом (1947—1951), членом правління (1954) і віцепрезидентом (з 1958) Інституту дослідження раку Слоуна-Кеттерінга. Його головні дослідження були в проблемах комунікації в науці і математичній теорії ймовірності та статистиці.
У Фонді Рокфеллера він відповідав за схвалення грантів на великі проєкти в галузі молекулярної інженерії та генетики, у сільському господарстві (зокрема для розробки нових штамів пшениці та рису), а також у медичних дослідженнях. Під час Другої світової війни Вівер був відряджений від фонду, щоб очолити групу прикладної математики в Управлінні наукових досліджень і розробок США, керуючи роботою математиків у дослідженні операцій за допомогою Міни Різ. Він був знайомий з розробкою електронних обчислювальних машин і успішним застосуванням математичних і статистичних методів у криптографії.
Коли визначні статті Клода Шеннона 1948 року з теорії комунікації були переопубліковані в 1949 році під назвою «Математична теорія комунікації», у книзі також було переопубліковано набагато коротшу статтю, автором якої є Вівер, в якій обговорюються наслідки більш технічної роботи Шеннона для широкої аудиторії.
Разом із Максом Мейсоном він написав книгу «Електромагнітне поле», вперше опубліковану в 1929 році і перевидану в 1959 році. Вівер також є автором книги «Леді Удача: Теорія ймовірності», вперше опублікованої в 1963 році і перевиданої в 1982 році.

## Меморандум «Переклад»
Вівер вперше згадав про можливість використання цифрових комп'ютерів для перекладу документів між природними мовами людини в березні 1947 року в листі до кібернетика Норберта Вінера. Протягом наступних двох років колеги з Фонду Рокфеллера закликали його розробити свої ідеї. Результатом став меморандум під назвою «Переклад», який він написав у липні 1949 року в Карлсбаді, штат Нью-Мексико.
Це була, ймовірно, найвпливовіша публікація на початку машинного перекладу, вона сформулювала цілі та методи ще до того, як більшість людей мала уявлення про те, на що можуть бути здатні комп'ютери, і була прямим стимулом для початку досліджень у США, а потім, опосередковано, у всьому світі. Вплив меморандуму Вівера пояснюється не тільки його загальновизнаним знанням математики та обчислювальної техніки, але також, і, можливо, навіть більше, впливом, який він мав на провідних політиків у державних установах США.
Меморандум Вівера був розроблений, щоб запропонувати більш плідні методи, ніж будь-який спрощений дослівний підхід, який мав серйозні обмеження. Він висунув чотири пропозиції.
- Перша полягала в тому, що проблему множинних значень можна було б вирішити шляхом дослідження безпосереднього контексту. Наприклад, англійське слово fast має принаймні два значення, які ми можемо перефразувати як швидкий або нерухомий. Якщо ми хочемо перекласти англійський текст, цілком імовірно, що ці два значення швидкості відповідають різним словам цільової мови, і щоб правильно перекласти це слово, потрібно знати, яке значення мається на увазі. Вівер запропонував, що цю проблему можна вирішити, подивившись на слова, які зустрічаються поблизу слова, яке потрібно перекладати, і припустив, що кількість контекстних слів, які знадобляться, досить мала.

- Друга пропозиція в меморандумі була натхненна роботою МакКалока і Піттса над раннім типом нейронних мереж. Вівер інтерпретував ці результати так, що за певного набору передумов будь-який логічний висновок може бути автоматично виведений комп'ютером. Тією мірою, якою людська мова має логічну основу, Вівер припустив, що переклад можна розглядати як проблему формальної логіки, виводячи «висновки» цільовою мовою з «посилань» мовою джерела.

- Третя пропозиція полягала в тому, що криптографічні методи, можливо, застосовні до перекладу. Якщо ми хочемо перекласти, скажімо, українській текст на англійську, ми можемо взяти українській оригінал як зашифровану версію відкритого англійського тексту. Вівер був особливо вражений потенціалом секретної роботи Шеннона з криптографії та теорії інформації часів Другої світової війни.

- Четверта пропозиція полягала в тому, що в основі всіх людських мов також можуть бути мовні універсали, які можна було б використати, щоб зробити проблему перекладу більш зрозумілою. Вівер аргументував цю позицію, використовуючи метафору: «Подумайте, за аналогією, про людей, які живуть у низці високих закритих веж, зведених на спільній основі. Коли вони намагаються спілкуватися один з одним, вони кричать взад і вперед, кожен із власної закритої вежі. Важко зробити так, щоб звук проникав навіть у найближчі вежі, а зв'язок і справді йде дуже погано. Але, коли людина спускається по своїй вежі, вона опиняється у великому відкритому підвалі, спільному для всіх веж. Тут він налагоджує легке і корисне спілкування з людьми, які також зійшли зі своїх веж».

Меморандум Вівера викликав негайні дії з боку інших спеціалістів МТ. Одним із перших людей на сцені був Ервін Райфлер, згаданий у самому меморандумі. У дослідженні, опублікованому в січні 1950 року, він висунув ідею попереднього та постредагування з припущенням, що повністю автоматизований переклад може бути здійснений лише на основі дослівних замін, що призведе до неадекватності та помилок у створений переклад. Його пропозиція щодо усунення проблеми полягала в реалізації людського попереднього редактора зі знанням мови виведення, який додавав би додаткові символи для граматичної, лексичної та логічної коректності. Редактор постів, своєю чергою, мав би завдання зробити текст, згенерований MT, розумним і логічним; в ідеалі він мав би знання мови оригіналу.

## Прихильник науки
Вівер рано зрозумів, наскільки інструменти та методи фізики та хімії можуть розширити знання про біологічні процеси, і використав свою посаду у Фонді Рокфеллера для виявлення, підтримки та заохочення молодих вчених, які роками пізніше отримали Нобелівські премії та інші нагороди за свій внесок до генетики чи молекулярної біології.
Він мав глибоку особисту відданість покращенню розуміння науки громадськістю. Він був президентом Американської асоціації сприяння розвитку науки в 1954 році і головою правління в 1955 році, членом або головою численних рад і комітетів, а також основним автором заяви Арден-Хауса, декларації принципів 1951 року і керівництва щодо встановлення цілей, планів і процедур асоціації. Вівер був нагороджений медаллю суспільного благополуччя від Національної академії наук у 1957 році. У 1965 році він був нагороджений першою медаллю «Арки науки» за видатний внесок у суспільне розуміння значення науки для сучасних чоловіків і жінок, а також премією ЮНЕСКО Калінґа за видатний внесок у популярне розуміння науки.

## Інші види діяльності
Вівера захопили «Пригоди Аліси в країні чудес» Льюїса Керролла. У 1964 році, зібравши колекцію зі 160 версій 42 мовами, Вівер написав книгу про історію перекладів Аліси під назвою «Аліса багатьма мовами: переклади Аліси в країні чудес». Серед інших особливостей книга містить уривки з ділової кореспонденції автора Льюїса Керролла (преподобного Чарльза Доджсона), що стосується гонорарів та дозволів на публікацію, оскільки слава Аліси розлетілася в усьому світі. Вівер розробив дизайн для оцінки якості різних перекладів, зосередившись на дурницях, каламбурах та логічних жартах у сцені Божевільного чаювання. Його коло контактів надали вражаючий, хоча й ексцентричний список співробітників у оцінці, включаючи антрополога Маргарет Мід (для перекладу південно-тихоокеанського Піджіна), давнього мера Єрусалиму Тедді Коллека та лауреата Нобелівської премії біохіміка Хьюго Теорела (швед). Книга «Аліса у світі чудес» (2015) продовжує та оновлює зусилля Вівера, аналізуючи переклади Аліси 174 мовами в подібному ключі.

## Подальше читання
- Хатчинс, В. Дж. (2000). Ранні роки в машинному перекладі: спогади та біографії піонерів. Амстердам: Джон Бенджамінс.
- Шеннон, Клод Е. і Вівер, Уоррен (1949). Математична теорія комунікації. Урбана: The University of Illinois Press.